# Таиланд на летних Олимпийских играх 1988
Таиланд принимал участие в Летних Олимпийских играх 1988 года в Сеуле (Корея) в девятый раз за свою историю, и завоевал одну бронзовую медаль. Сборную страны представляли 14 участников, из которых 2 женщины.

## Бронза
- Бокс, мужчины — Пхачон Мунсан.